# ساتسوما، کاگوشیما
ساتسوما، کاگوشیما (به لاتین: Satsuma, Kagoshima) یک منطقهٔ مسکونی در ژاپن است که در استان کاگوشیما واقع شده‌است. ساتسوما ۲۳٬۸۴۲ نفر جمعیت دارد.